# سمبات ملکونیان
سمبات خاچاطوری ملکونیان (ارمنی: Սմբատ Խաչատուրի Մելքոնյան؛  زادهٔ ۱۹۱۸ - درگذشته تاریخ نامعلوم) کارشناس علوم پرورشی اهل ارمنستان بود.

## زندگی‌نامه
وی در ۱۹۱۸ به دنیا آمد و از دانشگاه دولتی علوم پرورشی خاچاطور آبوویان ارمنستان فارغ‌التحصیل گشت. همچنین برندهٔ جوایزی همچون نشان پرچم سرخ کار شده‌است. تاریخ درگشت وی نامعلوم است.